# Pedro Roma Campi
Pedro Roma Campi (Barcelona, 1888-Ibíd., 1970) fue un periodista y político español.

## Biografía
Abogado de profesión, en 1914 dirigió el semanario jaimista Reacció, de corta duración, que se publicó con el objetivo de combatir la disidencia de los socios del Ateneo Tradicionalista.
En noviembre de 1917 Pedro Roma participó en el Congreso de Jóvenes tradicionalistas catalanes en el Círculo Tradicionalista de Barcelona junto con Vicente Carbó, Juan Bautista Roca, Ángel Marqués, Francisco Aizcorbe, Bernardino Ramonell y José Bru. Este congreso, organizado con el propósito de reorganizar el tradicionalismo catalán y revisar su programa, fue criticado por los periódicos afectos a Vázquez de Mella como El Norte de Gerona, que acusó al congreso de hacer manejos para favorecer la alianza con la Liga Regionalista y romper la unidad del partido, un año antes de que fueran los dirigentes mellistas quienes finalmente se separasen.
En 1919 participó en la fundación de los Sindicatos Libres, originada a raíz de una reunión entre Pedro Roma con el dirigente jaimista Salvador Anglada y el director de El Correo Catalán, Miguel Junyent.
Durante la dictadura de Primo de Rivera, después de que el pretendiente Don Jaime —quien inicialmente la había apoyado— se mostrara contrario al régimen y tras una maniobra que dejó a los Sindicatos Libres totalmente a las órdenes de Martínez Anido, Pedro Roma conspiró contra el gobierno con otros jaimistas y formó parte del comité de un grupo de acción del semanario La Protesta con Juan Bautista Roca, Francisco Guarner, Melchor Ferrer, Antonio Oliveras, Miguel Zapater y Domingo Farell.
En 1930 Don Jaime le otorgaría la Cruz de la Legitimidad Proscrita.
Durante la Segunda República, presidió el Círculo Tradicionalista de Barcelona y fue secretario de la Junta regional de la Comunión Tradicionalista que presidía Miguel Junyent. El 8 de diciembre de 1932 fue detenido y encarcelado durante unos días, junto con Junyent, debido a unos disturbios producidos en la Rambla entre carlistas e izquierdistas anticlericales durante una manifestación tradicionalista tras la misa de la Inmaculada Concepción en la iglesia de San Agustín.
Antes de morir sin descendencia Alfonso Carlos, el último pretendiente del tronco principal de la dinastía carlista, Pedro Roma apoyó la teoría sostenida por Melchor Ferrer consistente en que si Francisco Javier de Borbón Parma no reclamaba sus derechos dinásticos, el sucesor a la corona de España no tenía que ser un Borbón de la rama liberal, sino un Habsburgo, y llegó a escribir a la emperatriz Zita, madre del archiduque de Austria Roberto, que le agradeció la lealtad a la Casa de Austria, pero de su posterior correspondencia con el archiduque no llegó a obtener ninguna promesa para el futuro.
Tras el estallido de la Guerra Civil Española en 1936, fue apresado. Una vez acabada la guerra, se integró en el partido único del régimen y recibió la medalla de la Vieja Guardia en 1943 junto con otros carlistas catalanes como Juan María Roma y Luis Argemí.
Dentro del carlismo de la posguerra fue, junto con José Bru, Ramón Gassió y otros, uno de los principales promotores en Cataluña del movimiento carlooctavista, que colaboraba con el régimen de Franco y defendía los derechos a la corona de España de Carlos Pío de Habsburgo-Lorena y Borbón. En 1943 Jesús de Cora y Lira le encargó la dirección del movimiento en Cataluña y durante esos años fue jefe regional de la llamada Comunión Carlista.
En 1948 fue elegido concejal del Ayuntamiento de Barcelona por el tercio familiar y fue teniente de alcalde de cementerios y del distrito de Gracia. También fue jefe provincial de Administración de FET de las JONS.
Presidió el Consejo de Administración de la aseguradora «El Hércules Hispano». En los años 50 era gerente del diario El Correo Catalán.
Estuvo casado con Carmen Aguilar Sancho, con quien tuvo por hijos a José María, Antonio, Carmen, María y Francisco. Antonio Roma Aguilar (1925-2017), casado con la periodista y escritora Carmen Maluenda Bastos, dirigió a principios de los años 60 la revista carlista Tradición y en los años 70 fue subdirector de El Correo Catalán.
Pedro Roma falleció en Barcelona el 26 de marzo de 1970.